# رومان غرانغي
رومان غرانغي (21 يوليو 1988 بشاتورو في فرنسا - ) (بالفرنسية: Romain Grange) هو لاعب كرة قدم فرنسي في مركز الوسط. لعب مع نادي باريس ونادي شاتورو ونادي نانسي.

## روابط خارجية
- رومان غرانغي على موقع رابطة كرة القدم الفرنسية للمحترفين (الإنجليزية)
- رومان غرانغي على موقع قاعدة بيانات كرة القدم.إي يو (الإنجليزية)
- رومان غرانغي على موقع ليكيب (الفرنسية)
- رومان غرانغي على موقع Soccerway.com (الإنجليزية)
- رومان غرانغي على موقع AS.com (الإسبانية)